# Krateros von Korinth
Krateros von Korinth (altgriechisch Κρατερός Kraterós; * vor 320 v. Chr.; † um 263 v. Chr.) war ein makedonischer Feldherr und Statthalter in Griechenland während des Zeitalters des Hellenismus.
Er war ein Sohn des Feldherren Krateros († 320 v. Chr.), der ein berühmter Gefährte Alexanders des Großen war. Seine Mutter war Phila, die Tochter Antipaters. Krateros stand im Dienst seines Stiefvaters Demetrios Poliorketes und anschließend bei seinem jüngeren Halbbruder Antigonos Gonatas. Von letzterem wurde er um das Jahr 280/79 v. Chr. als Statthalter in Griechenland eingesetzt, mit der Hauptresidenz Korinth. Die ihm übertragenen Vollmachten reichten über die eines gewöhnlichen Statthalters hinaus und dürften eher einer regional begrenzten Mitregentschaft in der Stellung eines Vizekönigs entsprochen haben. Über den von Korinth aus beherrschbaren Isthmos konnte Antigonos Gonatas seine Macht auf der Peloponnes geltend machen.
Krateros nahm 272 v. Chr. am Feldzug gegen Pyrrhos teil. Er starb etwa 263 v. Chr., vermutlich in den Kämpfen des chremonideischen Krieges. Nachfolger im Amt wurde sein Sohn Alexandros, seine Frau hieß Nikaia.
Krateros war vermutlich auch als Schriftsteller tätig, sofern er mit dem „Krateros der Makedone“ genannten Verfasser einer Sammlung von Volksbeschlüssen der Stadt Athen (ψηφισμάτων συναγωγή psēphismátōn synagōgḗ) identisch ist, die aus wenigstens neun Büchern bestand, allerdings nur noch fragmentarisch erhalten ist.

## Einzelnachweis
1. ↑  Livius 35,26

| Personendaten    | Personendaten                         |
| ---------------- | ------------------------------------- |
| NAME             | Krateros von Korinth                  |
| ALTERNATIVNAMEN  | Krateros (Kurzname)                   |
| KURZBESCHREIBUNG | makedonischer Statthalter von Korinth |
| GEBURTSDATUM     | unsicher: vor 320 v. Chr.             |
| STERBEDATUM      | um 263 v. Chr.                        |